# Dennis Blake
Dennis Blake, född den 6 september 1970, är en jamaicansk före detta friidrottare som tävlade i kortdistanslöpning.
Blakes främsta merit är att han tillsammans med Michael McDonald, Greg Haughton och Roxbert Martin sprang försöken på 4 x 400 meter vid Olympiska sommarspelen 1996. I finalen bytes han ut mot Davian Clarke. Laget slutade på tredje plats i finalen efter USA och Storbritannien.

## Personliga rekord
- 400 meter - 45,68